# Yetna
La rivière Yetna est un cours d'eau d'Alaska, aux États-Unis située dans la  région de recensement de Yukon-Koyukuk. C'est un affluent de la rivière Iditarod, affluent de la  rivière Innoko, elle-même affluent du fleuve Yukon.

## Description
Longue de 60 milles (97 km), elle est formée des rivières Big et Little Yetna et coule en direction du nord-est vers la rivière Iditarod qu'elle rejoint à 43 milles (69 km) au nord-est d'Ophir.
Son nom a été référencé en 1954.

## Sources
- (en) « Yetna », Geographic Names Information System